# Concerto pour violon no 2 de Wieniawski
Pour les articles homonymes, voir Concerto pour violon no 2.
Le Concerto pour violon no 2 en ré mineur, op. 22, du violoniste virtuose polonais Henryk Wieniawski a été commencé en 1856 et a été créé le 27 novembre 1862 à Saint-Pétersbourg, sous la direction d'Anton Rubinstein. La partition a été publiée en 1879 et est dédiée à son cher ami Pablo de Sarasate.

## Structure
L'œuvre comporte trois mouvements:
1. Allegro moderato en ré mineur / fa majeur
2. Romance: Andante non troppo en si bémol majeur
3. Allegro con fuoco - Allegro moderato (à la Zingara) en ré mineur / ré majeur

Les deux principaux éléments du premier mouvement sont sombres, le premier sujet agité, et son pendant lyrique (présenté par un cor solo); ces deux thèmes sont repris librement et enrichis de manière éblouissante par le violon soliste. Ce mouvement exige une grande variété de techniques violonistiques, y compris des  glissandi chromatiques, des doubles cordes, arpèges, sixièmes, octaves, tierces, gammes chromatiques et notes harmoniques, sans oublier une multitude de techniques de coups d'archet. La mesure est marquée 4/4. Le premier mouvement utilise une forme demi-sonate dans laquelle la coda de l'orchestre sert de transition vers le second mouvement à la place d'une section de développement.
Le mouvement lent, une romance, suit sans interruption. Il est basé sur une mélodie chantante à 12/8 et s'élève avec une partie centrale passionnée.
Un passage rhapsodique marqué Allegro con fuoco et surtout une cadence de soliste, mène au finale, un rondo fringant dans le style tzigane, qui cite le thème de la fin du premier mouvement au cours de ses deuxième et troisième épisodes. Le dernier mouvement est marqué 2/4, ce qui permet au violoniste de souligner certaines notes au début de certaines mesures.
Le deuxième concerto pour violon de Wieniawski reste l'un des plus grands concertos pour violon de l'époque romantique, mémorable pour ses mélodies et harmonies luxuriantes et émouvantes.

## Orchestration
| Instrumentation du Concerto pour violon no 2                         |
| Cordes                                                               |
| violon soliste                                                       |
| premiers violons, seconds violons, altos, violoncelles, contrebasses |
| Bois                                                                 |
| 2 flûtes, 2 hautbois, 2 clarinettes, 2 bassons                       |
| Cuivres                                                              |
| 2 cors, 2 trompettes, 3 trombones (alto, ténor et basse)             |
| Percussions                                                          |
| timbales                                                             |